# Venance Konan
Pour les articles homonymes, voir Konan.
Œuvres principales
- Les Prisonniers de la haine (2003)
- Robert et les catapila (2005)
- Nègreries (2007)
- Les catapila, ces ingrats (2009)
- Chroniques afro-sarcastiques : 50 ans d’indépendance, tu parles ! (2011)
- Edem Kodjo, un homme, un destin (2012)
- Abidjan.net, Une histoire d'Avenir (2022)

Compléments
- a participé en 2005 à l’élaboration et à la rédaction des « Scénarios pour la Côte d’Ivoire », réalisé avec la collaboration de l’ambassade Suisse en Côte d’Ivoire et le PNUD[1].

Venance Konan, né le 12 décembre 1958 à Bocanda, est un journaliste, écrivain et homme de médias ivoirien.

## Biographie
Il est récompensé plusieurs fois par le prix Ebony comme journaliste. Il écrit un best-seller les Prisonniers de la haine en 2003 et obtient le prix de la presse panafricaine grâce à son livre Si le Noir n'est pas capable de se tenir debout, laissez-le tomber. Tout ce que je vous demande c'est de ne pas l'empêcher de se tenir debout paru en 2018  aux éditions Michel Lafon.
Son œuvre se caractérise par une démarche « afro-sarcastique » proche des thèses du journaliste Stephen Smith, auteur de Négrologie (2003). 
Il est un soutien d'Alassane Ouattara et du PDCI-RDA lors de la campagne à l'élection présidentielle de 2010. Konan rejoint ensuite le Rassemblement des houphouëtistes pour la démocratie et la paix, nouveau parti fondé par Ouattara.
Après l'accession d'Alassane Ouattara à la présidence de la Côte d'Ivoire, il est nommé directeur général du groupe Fraternité Matin, un groupe de presse pro-gouvernemental. Le 12 août 2021, le conseil d'administration du groupe vote le remplacement de Konan par Abdel Serge Olivier Nouho. Konan avait demandé son remplacement au président Ouattara et à plusieurs ministres,.
En septembre 2021, Konan est nommé en conseil des ministres au conseil d'administration de la Société ivoirienne de télédiffusion, en tant que représentant de l'État. Il est peu après élu président du conseil d'administration. Konan continue à écrire des éditoriaux dans Fraternité Matin.

## Livres et publications fraternité matin
- Les Prisonniers de la haine, roman, Les nouvelles éditions ivoiriennes, 2003.
- Robert et les Catapilas, recueil de 6 nouvelles, Les nouvelles éditions ivoiriennes, 2005.
- Nègreries, recueil de 147 chroniques, FratMat éditions, 2007.
- Les Catapilas, ces ingrats, roman, Éditions Jean Picollec, 2009.
- mars 2009 : La Tunisie émergente, un exemple pour l’Afrique ?, livre collectif, Éditions Médiane.
- octobre 2009 : Dans la tête de Sarkozy, livre collectif, Éditions Seuil.
- décembre 2009 : Ngo n’di ou palabres : pamphlet à deux mains, recueil collectif de chroniques, Éditions Le Nouveau Réveil.
- février 2011 : Chroniques afro-sarcastiques : 50 ans d’indépendance, tu parles !, Éditions Favre.
- Le Rebelle et le Camarade Président, roman, Éditions Jean Picollec , 2012
- juin 2012 : Edem Kodjo, un homme, un destin, biographie, coédité par les éditions NEI-CEDA et Frat-mat éditions.
- mars 2018 : Si le noir n'est pas capable de se tenir debout, laissez-le tomber, essai, Éditions Michel Lafon.
- janvier 2022 : Abidjan.net, Une histoire d'Avenir, Les digital entrepreneurs Jil-Alexandre N'Dia et Daniel Ahouassa Frat Mat Editions.

### Bande dessinée
- La colonne - Tome 1 & 2 - Un récit de Christophe Dabitch. Dessin et couleur de Nicolas Dumontheuil - Préface rédigée par Venance Konan - Édition Futuropolis - 2013 -  (ISBN 9782754807128)

## Distinctions
- 1993 : Meilleur journaliste ivoirien en enquête et en reportage.
- 2003 : Meilleur journaliste ivoirien pour la réconciliation.
- 2012 : Grand prix littéraire d'Afrique noire pour Edem Kodjo, un homme, un destin[7].
- 2018 : Prix de la presse panafricaine pour Si le Noir n'est pas capable de se tenir debout, laissez-le tomber. Tout ce que je vous demande c'est de ne pas l'empêcher de se tenir debout.